# 243591 Ignacostantino
243591 Ignacostantino este o planetă minoră (asteroid) din centura de asteroizi. A fost descoperită pe 15 septembrie 1998 la Colleverde⁠(d) de Vincenzo Silvano Casulli⁠(d). 
Obiectul prezintă o orbită caracterizată de o semiaxă mare de 2,6824992339098 UAi, o excentricitate de 0,35, o înclinație de 8,1 ° în raport cu ecliptica.